# Maziah Mahusin
Maziah Mahusin (* 18. März 1993 in Bandar Seri Begawan) ist eine bruneiische Hürdenläuferin.

## Biografie
Maziah Mahusin war die erste Frau aus Brunei die bei Olympischen Spielen teilnahm. Bei der Eröffnungsfeier der Olympischen Spiele 2012 in London war sie Fahnenträgerin ihres Landes. Sie startete im 400-Meter-Hürdenlauf, schied zwar im Vorlauf aus, stellte jedoch mit einer Zeit von 59,28 Sekunden einen neuen Landesrekord auf. Bei den Olympischen Jugend-Sommerspielen 2010 in Singapur wurde sie Sechzehnte über 400 Meter Hürden.